# Laurie McAllister
Laurie McAllister (ur. 26 czerwca 1958 jako Laurie Hoyt, zm. 25 sierpnia 2011) – basistka zespołu The Orchids, w przeszłości związana z The Runaways.

## Życiorys

### Wczesne lata
Urodzona w miejscowości Eugene w stanie Oregon, od dziecka miała do czynienia z muzyką. Wychowywała się razem ze swoją starszą siostrą, Susan Hoyt.
Relacja Susan o Laurie: „Była typową chłopczycą. Już w wieku 8 lat prosiła rodziców o ścięcie swych włosów w stylu irokeza. Dzieci z naszej ulicy droczyły się z nią, wiedząc, że zdeterminują ją w ten sposób do walki o swoje. Pasowała do Runaways idealnie. Często mówiłam, że to takie fajne, że punk przyszedł odkryć Laurie.“

### The Runaways
Laurie w wieku około 18 lat przeniosła się do Los Angeles. W 1978 zastąpiła Vicki Blue na pozycji basistki w żeńskim zespole rockowym The Runaways. Zespół przetrwał jeszcze tylko kilka miesięcy, w tym czasie dziewczyny zdążyły zagrać ze sobą znaczną liczbę koncertów.

### The Orchids
Wkrótce po rozpadzie Runaways, McAllister poznała ich niedoszłego menadżera, Kima Fowleya. Z jego pomocą założyła żeński zespół The Orchids, który w 1980 roku wydał jedyną płytę. Zespół przetrwał potem kilka lat. Po jego rozpadzie Laurie zamieszkała w Amsterdamie, a pod koniec lat dziewięćdziesiątych wróciła do rodzinnej miejscowości, gdzie pracowała jako weterynarz.

## Śmierć
Laurie McAllister zmarła 25 sierpnia 2011 z powodu ataku astmy w rodzinnej miejscowości Eugene w stanie Oregon.

## Dyskografia
The Runaways
- Live at the Palladium (1978)

The Orchids
- The Orchids (1980)